# نيكولاي بانته
نيكولاي بانته (بالرومانية: Nicolae Pantea)‏ هو لاعب كرة قدم روماني في مركز الوسط، ولد في 12 فبراير 1946 في بيليو في رومانيا. شارك مع منتخب رومانيا لكرة القدم. أما مع النوادي، فقد لعب مع ستيوا بوخارست ونادي بترولول بلويشتي ويو تي أي أراد.

## هوامش
1. ↑  Including one appearance for Romania's Olympic team.[1][2]

## وصلات خارجية
- نيكولاي بانته على موقع قاعدة بيانات كرة القدم.إي يو (الإنجليزية)
- نيكولاي بانته على موقع ناشيونال فوتبول تيمز (الإنجليزية)
- نيكولاي بانته على موقع عالم كرة القدم.نت (الإنجليزية)